# Mistrovství Evropy juniorů v plavání 2010
Mistrovství Evropy juniorů v plavání 2010 proběhlo od 14. do 18. července 2010 ve finských Helsinkách. Na tomto mistrovství startovali děvčata narozená v roce 1994 nebo 1995 a chlapci narozeni v letech 1992 a 1993. Šampionát byl organizován evropskou plaveckou federací LEN.

## Zúčastněné státy
Této soutěže se zúčastnilo 521 plavců (279 chlapců, 242 dívek) ze 44 zemí. Týmy byly následující, (v závorce je uveden počet plavců):
- Arménie (1)
- Belgie (12)
- Bělorusko (6)
- Bulharsko (5)
- Česko (5)
- Dánsko (17)
- Estonsko (15)
- Faerské ostrovy (1)
- Finsko (29)
- Francie (29)
- Chorvatsko (14)
- Irsko (2)
- Island (5)
- Itálie (27)
- Izrael (11)
- Kypr (1)
- Litva (8)
- Lotyšsko (7)
- Lucembursko (2)
- Maďarsko (9)
- Makedonie (6)
- Německo (30)
- Nizozemsko (13)
- Norsko (10)
- Polsko (24)
- Portugalsko (10)
- Rakousko (8)
- Rumunsko (5)
- Rusko (36)
- Řecko (12)
- Srbsko (14)
- Slovensko (7)
- Slovinsko (16)
- Španělsko (24)
- Švédsko (20)
- Švýcarsko (5)
- Turecko (15)
- Ukrajina (20)
- Velká Británie (40)

Pět zemí bylo evidováno jako zúčastněných, ale bez jediného plavce: Albánie, Ázerbájdžán, Lichtenštejnsko, Moldavsko a Černá Hora.

## Program
Rozplavby začínali v 9:00; finále v 17:00. Závody na 50m se plavaly systémem rozplavby-semifinále-finále v jeden den. Závody na 100 a 200m se plavaly systémem rozplavby-semifinále v jeden den, finále den následující. Závody na 400m na rozplavby a finále v jeden den. Program finálových bloků:
| Datum | Středa 14. července 2010 | Čtvrtek 15. července 2010 | Pátek 16. července 2010 | Sobota 17. července 2010 | Neděle 18. července 2010 |
|       | 50 prsa (d) (sf) 50 motýlek (ch) (sf) 400 PZ (d) 200 prsa (ch) (sf) 200 motýlek (d) (sf) 400 VZ (ch) 100 VZ (d) (sf) 100 znak (ch) (sf) 200 znak (d) (sf) 50 motýlek (ch) 50 prsa (d) 1500 VZ (d) 4x100 VZ (ch) | 100 znak (ch) 400 VZ (d) 200 motýlek (ch) (sf) 200 motýlek (d) 200 PZ (ch) (sf) 100 VZ (d) 200 prsa (ch) 200 znak (d) 100 VZ (ch) (sf) 200 prsa (d) (sf) 1500 VZ (ch) 4x100 VZ (d) | 50 prsa (ch) (sf) 50 znak (d) (sf) 200 motýlek (ch) 200 VZ (d) (sf) 200 znak (ch) (sf) 200 prsa (d) 100 VZ (ch) 100 motýlek (d) (sf) 200 PZ (ch) 50 znak (d) 50 prsa (ch) 800 VZ (d) 4x200 VZ (ch) | 50 VZ (d) (sf) 50 znak (ch) (sf) 100 znak (d) (sf) 100 motýlek (ch) (sf) 200 VZ (d) 200 VZ (ch) (sf) 100 prsa (d) (sf) 200 znak (ch) 200 PZ (d) (sf) 100 prsa (ch) (sf) 100 motýlek (d) 800 VZ (ch) 50 VZ (d) 50 znak (ch) 4x200 VZ (d) | 50 VZ (ch) (sf) 50 motýlek (d) (sf) 400 PZ (ch) 100 znak (d) 100 prsa (ch) 100 prsa (d) 200 VZ (ch) 200 PZ (d) 100 motýlek (ch) 50 motýlek (d) 50 VZ (ch) 4x100 PZ (d) 4x100 PZ (ch) |

## Disciplíny

### Mužské disciplíny
| Disciplína               | Zlato                                                              | Zlato      | Stříbro                                                                    | Stříbro  | Bronz                                                                      | Bronz    |
| ------------------------ | ------------------------------------------------------------------ | ---------- | -------------------------------------------------------------------------- | -------- | -------------------------------------------------------------------------- | -------- |
| 50 m m volný způsob      | Andriy Govorov Ukrajina                                            | 22.54      | Jasper Aerents Belgie                                                      | 22.79    | Clement Mignon Francie                                                     | 22.96    |
| 100 m volný způsob       | Yannick Agnel Francie                                              | 48.80      | Mehdy Metella Francie                                                      | 49.89    | Jasper Aerents Belgie                                                      | 50.23    |
| 200 m volný způsob       | Yannick Agnel Francie                                              | 1:46.58    | Andrey Ushakov Rusko                                                       | 1:49.11  | Daniel Skaaning Dánsko                                                     | 1:50.23  |
| 400 m volný způsob       | Yannick Agnel Francie                                              | 3:46.26    | Sergiy Frolov Ukrajina                                                     | 3:55.70  | Alfie Howes Velká Británie                                                 | 3:56.11  |
| 800 m volný způsob       | Ediz Yildirimer Turecko                                            | 8:03.17    | Sergiy Frolov Ukrajina                                                     | 8:04.84  | Ward Bauwens Belgie                                                        | 8:07.25  |
| 1500 m volný způsob      | Sergiy Frolov Ukrajina                                             | 15:20.57   | Ward Bauwens Belgie                                                        | 15:27.04 | Ediz Yildirimer Turecko                                                    | 15:31.07 |
|                          |                                                                    |            |                                                                            |          |                                                                            |          |
| 50 m znak                | Christian Diener Německo                                           | 26.03      | Mateusz Zawada Polsko                                                      | 26.24    | Philipp Wolf Německo                                                       | 26.26    |
| 100 m znak               | Yakov-Yan Toumarkin Izrael                                         | 55.20      | Peter Bernek Maďarsko                                                      | 56.16    | David Gamburg Izrael                                                       | 56.58    |
| 200 m znak               | Peter Bernek Maďarsko                                              | 1:59.24    | Balazs Zambo Maďarsko                                                      | 2:01.10  | Yakov-Yan Toumarkin Izrael                                                 | 2:01.14  |
|                          |                                                                    |            |                                                                            |          |                                                                            |          |
| 50 m prsa                | Anton Lobanov Rusko                                                | 28.37      | Yaroslav Parakhin Ukrajina                                                 | 28.51    | Ivan Capan Chorvatsko                                                      | 28.56    |
| 100 m prsa               | Anton Lobanov Rusko                                                | 1:01.06    | Sverre Naess Norsko                                                        | 1:01.91  | Christian vom Lehn Německo                                                 | 1:02.56  |
| 200 m prsa               | Christian vom Lehn Německo                                         | 2:12.93    | Sverre Naess Norsko                                                        | 2:13.77  | Flavio Bizzarri Itálie                                                     | 2:13.93  |
|                          |                                                                    |            |                                                                            |          |                                                                            |          |
| 50 m motýlek             | Andriy Govorov Ukrajina                                            | 23.58      | Dmitry Pokotylo Rusko                                                      | 24.50    | Mehdy Metella Francie                                                      | 24.62    |
| 100 m motýlek            | Marcin Cieslak Polsko                                              | 53.91      | Mehdy Metella Francie                                                      | 54.08    | Bence Biczó Maďarsko                                                       | 54.22    |
| 200 m motýlek            | Bence Biczó Maďarsko                                               | 1:55.82 CR | Marcin Cieslak Polsko                                                      | 1:56.76  | Jordan Coelho Francie                                                      | 1:57.57  |
|                          |                                                                    |            |                                                                            |          |                                                                            |          |
| 200 m polohový závod     | Raphael Stacchiotti Lucembursko                                    | 2:02.52    | Ieuan Lloyd Velká Británie                                                 | 2:02.72  | Ganesh Pedurand Francie                                                    | 2:03.39  |
| 400 m polohový závod     | Maxym Shemberyev Ukrajina                                          | 4:20.46    | Raphael Stacchiotti Lucembursko                                            | 4:21.28  | Zsombor Szana Maďarsko                                                     | 4:21.53  |
|                          |                                                                    |            |                                                                            |          |                                                                            |          |
| 4 × 100 m volný způsob   | Francie Yannick Agnel Clement Mignon Lorys Bourelly Mehdy Metella  | 3:19.65    | Velká Británie James Disney-May Braxston Timm Liam Selby James Young       | 3:23.97  | Chorvatsko Ivan Levaj Ivan Kristo Luka Sever Dujam Sablic                  | 3:24.54  |
| 4 × 200 m volný způsob   | Francie Lorys Bourelly Clement Mignon Mehdy Metella Yannick Agnel  | 7:21.40    | Velká Británie Braxston Timm James Young Liam Selby Ieuan Lloyd            | 7:26.09  | Rusko Dmitri Yermakov Mikhail Ukrainskiy Egor Degtyarev Andrey Ushakov     | 7:26.91  |
| 4 × 100 m polohový závod | Rusko Mikhail Zvyagin Anton Lobanov Dmitry Pokotylo Andrey Ushakov | 3:41.12    | Francie Julien Pierre Goyetche Thomas Rabeisen Mehdy Metella Yannick Agnel | 3:41.55  | Německo Christian Diener Christian vom Lehn Melvin Herrmann Kevin Leithold | 3:43.58  |

### Ženské disciplíny
| Disciplína               | Zlato                                                               | Zlato    | Stříbro                                                                     | Stříbro  | Bronz                                                                     | Bronz    |
| ------------------------ | ------------------------------------------------------------------- | -------- | --------------------------------------------------------------------------- | -------- | ------------------------------------------------------------------------- | -------- |
| 50 m volný způsob        | Nadiya Koba Ukrajina                                                | 25.46    | Silke Lippok Německo                                                        | 25.71    | Beryl Gastaldello Francie                                                 | 25.98    |
| 100 m volný způsob       | Silke Lippok Německo                                                | 55.31    | Mathilde Cini Francie                                                       | 56.41    | Alizee Merdy Francie                                                      | 56.55    |
| 200 m volný způsob       | Silke Lippok Německo                                                | 2:00.11  | Henrietta Stenkvist Švédsko                                                 | 2:01.72  | Valeriya Podlesna Ukrajina                                                | 2:01.76  |
| 400 m volný způsob       | Henrietta Stenkvist Švédsko                                         | 4:13.69  | Amalie Emma Thomsen Dánsko                                                  | 4:14.61  | Sycerika Mc Mahon Irsko                                                   | 4:15.92  |
| 800 m volný způsob       | Tjasa Oder Slovinsko                                                | 8:40.06  | Claudia Dasca Romeu Španělsko                                               | 8:43.31  | Donata Kilijanska Polsko                                                  | 8:44.81  |
| 1500 m volný způsob      | Claudia Dasca Romeu Španělsko                                       | 16:27.97 | Tjasa Oder Slovinsko                                                        | 16:37.98 | Donata Kilijanska Polsko                                                  | 16:39.03 |
|                          |                                                                     |          |                                                                             |          |                                                                           |          |
| 50 m znak                | Emma Saunders Velká Británie                                        | 29.01    | Daryna Zevina Ukrajina                                                      | 29.12    | Mathilde Cini Francie                                                     | 29.42    |
| 100 m znak               | Daryna Zevina Ukrajina                                              | 1:02.05  | Rachele Qualla Itálie                                                       | 1:02.72  | Karley Mann Velká Británie                                                | 1:02.99  |
| 200 m znak               | Karley Mann Velká Británie                                          | 2:11.48  | Daryna Zevina Ukrajina                                                      | 2:11.82  | Henrietta Stenkvist Švédsko                                               | 2:13.38  |
|                          |                                                                     |          |                                                                             |          |                                                                           |          |
| 50 m prsa                | Lisa Fissneider Itálie                                              | 32.20    | Lina Rathsack Německo                                                       | 32.37    | Sara L Lougher Velká Británie                                             | 32.48    |
| 100 m prsa               | Marina Garcia Urzainqui Španělsko                                   | 1:09.40  | Lisa Fissneider Itálie                                                      | 1:09.59  | Jenna Laukkanen Finsko                                                    | 1:10.42  |
| 200 m prsa               | Marina Garcia Urzainqui Španělsko                                   | 2:27.12  | Jenna Laukkanen Finsko                                                      | 2:29.67  | Anastasia Sineva Rusko                                                    | 2:30.00  |
|                          |                                                                     |          |                                                                             |          |                                                                           |          |
| 50 m motýlek             | Nadiya Koba Ukrajina                                                | 27.13    | Silke Lippok Německo                                                        | 27.47    | Daria Tsvetkova Rusko                                                     | 27.62    |
| 100 m motýlek            | Rachael Kelly Velká Británie                                        | 1:00.47  | Judit Ignacio Sorribes Španělsko                                            | 1:00.60  | Beatrice Fassone Itálie                                                   | 1:00.64  |
| 200 m motýlek            | Judit Ignacio Sorribes Španělsko                                    | 2:12.30  | Rachael Kelly Velká Británie                                                | 2:13.43  | Alisa Trukhanovich Rusko                                                  | 2:15.03  |
|                          |                                                                     |          |                                                                             |          |                                                                           |          |
| 200 m polohový závod     | Sophie Smith Velká Británie                                         | 2:14.48  | Beatriz Gomez Cortes Španělsko                                              | 2:14.65  | Juliane Reinhold Německo                                                  | 2:15.16  |
| 400 m polohový závod     | Sophie Smith Velká Británie                                         | 4:44.46  | Beatriz Gomez Cortes Španělsko                                              | 4:44.87  | Alessia Polieri Itálie                                                    | 4:46.71  |
|                          |                                                                     |          |                                                                             |          |                                                                           |          |
| 4 × 100 m volný způsob   | Německo Juliane Reinhold Teresa Baerens Silke Lippok Alexandra Wenk | 3:46.04  | Velká Británie Emma Saunders Jessica Lloyd Sophie Smith Sara Hamilton       | 3:46.60  | Francie Mathilde Cini Alizee Merdy Beryl Gastaldello Charlotte Bonnet     | 3:48.21  |
| 4 × 200 m volný způsob   | Německo Elisa Thimm Juliane Reinhold Silke Lippok Johanna Friedrich | 8:06.78  | Velká Británie Emma Saunders Fiona Donnelly Rachael Williamson Sophie Smith | 8:10.21  | Itálie Giorgia Crocione Ludovica Leoni Beatrice Magagnoli Chiara Giacone  | 8:15.37  |
| 4 × 100 m polohový závod | Německo Silke Lippok Lina Rathsack Juliane Reinhold Alexandra Wenk  | 4:08.29  | Velká Británie Karley Mann Sara L Lougher Rachael Kelly Emma Saunders       | 4:09.48  | Rusko Maria Bobrovnik Sofya Zhigunova Alisa Trukhanovich Mariya Reznikova | 4:13.41  |

## Medailové pořadí
| Pořadí | Stát           | Zlato | Stříbro | Bronz | Celkem |
| ------ | -------------- | ----- | ------- | ----- | ------ |
| 1      | Ukrajina       | 7     | 5       | 1     | 13     |
| 2      | Německo        | 7     | 3       | 4     | 14     |
| 3      | Velká Británie | 5     | 7       | 3     | 15     |
| 4      | Francie        | 5     | 4       | 8     | 17     |
| 5      | Španělsko      | 4     | 4       | 0     | 8      |
| 6      | Rusko          | 3     | 2       | 5     | 10     |
| 7      | Maďarsko       | 2     | 2       | 2     | 6      |
| 8      | Itálie         | 1     | 2       | 4     | 7      |
| 9      | Polsko         | 1     | 2       | 2     | 5      |
| 10     | Švédsko        | 1     | 1       | 1     | 3      |
| 11     | Slovinsko      | 1     | 1       | 0     | 2      |
| 11     | Lucembursko    | 1     | 1       | 0     | 2      |
| 13     | Izrael         | 1     | 0       | 2     | 3      |
| 14     | Turecko        | 1     | 0       | 1     | 2      |
| 15     | Belgie         | 0     | 2       | 2     | 4      |
| 16     | Norsko         | 0     | 2       | 0     | 2      |
| 17     | Dánsko         | 0     | 1       | 1     | 2      |
| 17     | Finsko         | 0     | 1       | 1     | 2      |
| 19     | Chorvatsko     | 0     | 0       | 2     | 2      |
| 20     | Irsko          | 0     | 0       | 1     | 1      |
| Total  | Total          | 40    | 40      | 40    | 120    |